# Enfermedad del estudiante de medicina
La enfermedad del estudiante de medicina es una entidad frecuente en los estudiantes de medicina, que perciben a sí mismos u otros experimentando los síntomas de la enfermedad que están estudiando.
También se conoce como:
- hipocondriasis del estudiante de medicina
- síndrome del estudiante de medicina o
- trastorno del estudiante de medicina

La afección está asociada con el temor a contraer la enfermedad en cuestión.
Algunos autores sugieren que la condición debe ser nombrada como nosofobia en lugar de hipocondría, ya que los estudios citados muestran un porcentaje muy bajo de carácter hipocondríaco de la enfermedad, y por lo tanto, el término «hipocondría» tendría indicaciones terapéuticas y pronósticas ominosas.
Según estos autores, la condición se asociaría a la preocupación inmediata de los síntomas en cuestión, lo que llevaría al estudiante a ser excesivamente consciente de las diversas disfunciones ocasionales psicológicas y fisiológicas. Los casos no muestran correlación con la gravedad de la psicopatología sino más bien con factores accidentales relacionados con el aprendizaje y la experiencia.

## Visión general
Los estados sugestionables son muy corrientes. Los estudiantes de medicina que estudian las enfermedades aterradoras por primera vez habitualmente desarrollan delirios vívidos de tener la "enfermedad de la semana", cualquier cosa que estén estudiando actualmente. Esta clase temporal de hipocondría es tan común que ha adquirido el nombre de síndrome de estudiante de medicina.
Baars (2001)

Las primeras descripciones de la enfermedad del estudiante de medicina aparecieron en la década de 1960.
Hodges (2004)

Él puede haber estado refiriéndose a la frase, porque el fenómeno se hizo notar mucho antes.

Los instructores médicos son continuamente consultados por los estudiantes que temen tener las enfermedades que están estudiando. El conocimiento de que la neumonía produce dolor en un lugar determinado conduce a una concentración de la atención en esa región lo que provoca cualquier sensación ahí pueda dar la alarma. El mero conocimiento de la ubicación del apéndice transforma las sensaciones más inofensivas de esa región en los síntomas de la grave amenaza.
George Walton Lincoln (1908)

[En la década de 1960,] este fenómeno causó una cantidad significativa de estrés para los estudiantes y está presente en aproximadamente 70 a 80 por ciento de los estudiantes [...] 
 Algunos documentos escritos en los años 1980 y 1990 conceptualizaron la condición como una enfermedad psiquiátrica en el espectro de la hipocondría [...] 
 Marcus descubrió que en el contenido del sueño de dos años los estudiantes de medicina con frecuencia se veían involucrados en una preocupación con alguna enfermedad personal. Los sujetos de Marcus informaron muchos sueños en los que han sufrido enfermedades del corazón, los ojos y los intestinos, entre otros.
Hodges (2004)

Hodges pasó a describir el trabajo de Moss-Morris y Petrie, quienes vieron la enfermedad de los estudiantes de medicina como «un proceso de percepción normal, en lugar de una forma de la hipocondriasis». Aprender acerca de una enfermedad «crea un esquema mental o la representación de la enfermedad que incluye el sello de la enfermedad y los síntomas asociados con la enfermedad. Una vez que esta representación se forma, los síntomas o sensaciones corporales que el individuo está experimentando que sean compatibles con la esquema son notados, mientras que los síntomas inconsistentes son ignorados».

Los estudiantes de medicina con frecuencia desarrollan temores y síntomas de la enfermedad. Esto se ha denominado la enfermedad de estudiante de medicina, nosofobia, la hipocondría de los estudiantes de medicina y «medicalstudentitis». Ellos mencionaron dos estudios, uno concluye que el 70 % de los estudiantes de medicina tienen temores médicos infundados durante sus estudios, y uno que encontró que el 78,8 % de una muestra elegida al azar de estudiantes de medicina mostró una historia de "la enfermedad del estudiante de medicina.
Howes y Salkovskis (1998)

Sin embargo, citan una serie de estudios que muestran una incidencia similar de hipocondría en los estudiantes de derecho y otros estudiantes no médicos, que dijeron en tela de juicio «la opinión generalizada de que los estudiantes de medicina son más propensos que otros a tener un exceso de ansiedad por su salud».

## Consecuencias del estrés a corto y largo plazo en estudiantes universitarios
El estrés académico afecta a distintas variables como el estado emocional, la salud física o las relaciones interpersonales, siendo estás experimentadas de manera distinta por las personas.